# Analogue (album)
Analogue è l'ottavo album in studio del gruppo musicale norvegese a-ha. Il disco è stato pubblicato ad Ottobre 2005 su etichetta Polydor e distribuito dalla Universal Music.

## Descrizione
L'album è il primo inciso con l'etichetta Polydor (Universal) ed è stato pubblicato e distribuito in due versioni. Una versione standard contenente il disco principale con le 13 tracce dell'album e una versione "Deluxe" contenente un Bonus Dvd. La versione "Deluxe" è stata la versione distribuita sul mercato italiano. Per la produzione di questo album gli a-ha si sono avvalsi della collaborazione di importanti produttori britannici come Flood e Michael Ilbert, e gli svedesi Martin Terefe, Max Martin ed il norvegese Kjetil Bjerkestrand.
Il 27 Agosto del 2005 gli a-ha si sono esibiti in un concerto presso il Frognerparken di Oslo eseguendo in anteprima assoluta alcuni brani del nuovo album. Le immagini del concerto relative ai brani Celice, Analogue e Cosy Prisons sono incluse nel Bonus DVD. Altri contenuti speciali del DVD sono il videoclip del brano Celice e un'intervista alla band riguardo alla sua realizzazione. 
I singoli promozionali estratti da questo album sono Celice, Analogue (All I Want), Cosy Prisons e Birthright. Per i primi tre bani sono stati anche realizzati dei videoclip. Il singolo di maggior successo di questo album è Analogue (All I Want), primo singolo degli a-ha ad entrare nella Top 10 inglese dalla fine degli anni 80.

## Tracce
Versione ad un disco
1. Celice – 3:41 (testo: Magne Furuholmen – musica: Magne Furuholmen, Martin Terefe)
2. Don't Do Me Any Favours – 3:51 (Magne Furuholmen)
3. Cosy Prisons – 4:08 (Magne Furuholmen)
4. Analogue – 3:49 (testo: Paul Waaktaar-Savoy, Max Martin – musica: Paul Waaktaar-Savoy, Max Martin, Magne Furuholmen)
5. Birthright – 3:43 (testo: Magne Furuholmen – musica: Magne Furuholmen, Martin Terefe)
6. Holyground – 3:56 (testo: Morten Harket, Nick Whitecross, Ole Sverre-Olsen – musica: Morten Harket)
7. Over The Treetops – 4:24 (Paul Waaktaar-Savoy)
8. Halfway Through The Tour – 7:27 (Paul Waaktaar-Savoy)
9. The Fine Blue Line – 4:09 (Magne Furuholmen)
10. Keeper Of The Flame – 3:58 (Paul Waaktaar-Savoy)
11. Make It Soon – 3:20 (testo: Ole Sverre-Olsen – musica: Morten Harket)
12. White Dwarf – 4:24 (Paul Waaktaar-Savoy)
13. The Summers Of Our Youth – 3:57 (Magne Furuholmen)

Durata totale: 54:47
contiene traccia ROM: a-ha desktop player
DVD versione DeLuxe
1. Celice (dal vivo al Frognerparken di Oslo)
2. Analogue (dal vivo al Frognerparken di Oslo)
3. Cosy Prisons (dal vivo al Frognerparken di Oslo)
4. Celice video (Thomas Schumacher Edit)
5. Intervista e "making of" di "Celice"

## Formazione
- Morten Harket – voce
- Magne Furuholmen – pianoforte, tastiere, voce, voce solista (traccia 13)
- Paul Waaktaar-Savoy – chitarra, basso, voce